# CV/GATE
CV/gate (сокращение от control voltage / gate — управляющее напряжение / затвор) — аналоговый метод управления синтезаторами, драм-машинами и другим подобным оборудованием с помощью внешних секвенсоров. Управляющее напряжение (CV), как правило, управляет высотой тона, а сигнал затвора (gate) управляет включением-выключением звука.
Этот метод широко использовался в эпоху аналоговых модульных синтезаторов и аналоговых секвенсоров, начиная с появления Roland MC-8 Microcomposer в 1977 году до 1980-х годов, когда он в конечном итоге был заменен протоколом MIDI (введенным в 1983 году), который является более функциональным, легче настраивается, надежно и легче поддерживает полифонию. Появление цифровых синтезаторов также позволило хранить и извлекать «патчи», по большей части делая ненужными патч-кабели и управляющие напряжения. Однако, многочисленные компании – в том числе Doepfer, Buchla, MOTM, Analogue Systems и другие продолжают производить модульные синтезаторы, которые становятся все более популярными и полагаются в первую очередь на аналоговые сигналы CV/gate для управления. Кроме того, некоторые последние немодульные синтезаторы (такие как Alesis Andromeda) и многие устройства эффектов (в том числе педали Moogerfooger от Moog, а также многие гитарные педали) поддерживают управление с помощью CV/gate. Многие современные студии используют гибрид MIDI и CV / gate, чтобы обеспечить синхронизацию старого и нового оборудования.

## Основное использование
В ранних модульных синтезаторах каждый модуль синтезатора (например, низкочастотный генератор (LFO), фильтр, управляемый напряжением (VCF), усилитель, управляемый напряжением (VCA) и т. д.) может быть подключен к другому компоненту с помощью соединительного кабеля, который передает напряжение. Изменение этого напряжения приводит к изменению одного или нескольких параметров модуля. Для этого часто использовалась клавиатура, передающая два типа сигнала (CV и gate), или модули управления, такие как LFO и генераторы огибающих (EG), передающие сигнал CV:
- Управляющее напряжение (CV) определяет высоту тона (ноту) — величина которого различно для каждой нажатой клавиши. Обычно этот сигнал подается на однин или несколько генераторов, управляемых напряжением, заставляя их генерировать сигнал нужной частоты. Такой метод подразумевает, что синтезатор является одноголосым.
- Gate (иногда называемый «триггер») формирует начало и конец звучания ноты. Это прямоугольный сигнал, который используется как правило для запуска генератора огибающей, который управляет усилителем, управляемым напряжением (VCA), формируя тем самым атаку и затухание звука ноты.

### CV
Концепция CV довольно стандартна, но её реализация на разных синтезаторах различается. 
Для управления высотой тона с помощью управляющего напряжения есть два известных стандарта:
- Вольт на октаву — был популяризирован Робертом Мугом в 1960-х годах. На устройствах с этим стандартом изменение управляющего напряжения на один вольт дает изменение частоты сигнала на одну октаву. Этот стандарт CV широко использовали компании Roland, Moog, Sequential Circuits, Oberheim, ARP и стандарт Eurorack от Doepfer.
- Герц на Вольт, чаще используемый в синтезаторах Korg и Yamaha, дает увеличение частоты сигнала на октаву путем удвоения управляющего напряжения, и, соответственно, уменьшение частоты сигнала на октаву при уменьшении управляющего напряжения вдвое.

Эти два стандарта не являются критически несовместимыми: используемые уровни напряжения сопоставимы, а других проблем безопасности(?) нет, однако при соединении несовместимых устройств звучать они будут расстроенно. Для решения этой проблемы был создан по крайней мере один коммерческий интерфейс — Korg MS-02 CV/trigger.
На синтезаторах вход CV-сигнала может быть подписан как «CV», «VCO in», «keyboard in», «OSC» или «keyboard voltage».

### Gate
Gate (триггер, запуск) также имеет две реализации:
- V-триггер, «триггер напряжения» или «положительный триггер», обычно удерживает низкое напряжение (около 0 В), а при нажатии клавиши создается фиксированное положительное напряжение. Уровень напряжения на триггере различается между марками оборудования, от 2 до 10 в. V-триггер используется, например, синтезаторами Roland и Sequential Circuits.
- S-триггер, «триггер короткого замыкания» или «отрицательный триггер» обычно удерживает высокое напряжение, а при нажатии клавиши закорачивается на землю. S-триггер используется в синтезаторах Moog, Korg, Yamaha и других.

В зависимости от уровня напряжения, подключение несовместимых устройств либо вообще не даст никакого звука, либо обратит все события нажатия клавиш (т. е. звук будет воспроизводиться без нажатия клавиш и отключаться при их нажатии).
Вход gate-сигнала может быть обозначен как «gate», «trig» или «S-trig».